# VTI Hasselt
VTI Hasselt, ook bekend onder de sponsornaam VT SafeSign Hasselt is een Belgische volleybalclub gevestigd in Hasselt.

## Geschiedenis
VTI Hasselt, opgericht in 1961, is een van de tien oudste clubs in Limburg. Na de oprichting begon de club in Romershoven onder de naam Initia VC. De club zakte nadien af naar het Hasseltse college en na verschillende tussenstappen op andere locaties treedt VTI Hasselt tegenwoordig met Runkst als thuishaven aan. Vanaf het seizoen 2019-2020 is de club officieel bekend als VT SafeSign Hasselt

## Palmares sinds 1991
| Seizoen   | Reeks            | Rangschikking |
| --------- | ---------------- | --- |
| 1991-1992 | 1ste nationale   | forfait VC Hasselt in 1ste nationale, VC Hasselt en Smashing Initia fuseren, de nieuwe clubnaam wordt VTI Hasselt |
| 1992-1993 | 1ste provinciale | VTI wordt opnieuw kampioen in de hoogste Limburgse reeks en promoveert naar 3de divisie                           |
| 1993-1994 | 3de divisie      | 3de, promotie naar 2de divisie via eindronde                                                                      |
| 1994-1995 | 2de divisie      | 10de plaats |
| 1995-1996 | 2de divisie      | 9de plaats |
| 1996-1997 | 2de divisie      | 6de plaats |
| 1997-1998 | 2de divisie      | 5de plaats |
| 1998-1999 | 2de divisie      | 4de plaats, promotie naar 1ste divisie                                                                            |
| 1999-2000 | 1ste divisie     | 8ste plaats |
| 2000-2001 | 1ste divisie     | 3de plaats, winnaar Beker van Limburg                                                                             |
| 2001-2002 | 1ste divisie     | 1ste plaats, winnaar Beker van Limburg                                                                            |
| 2002-2003 | 1ste nationale   | 6de plaats, finalist Beker van Limburg                                                                            |
| 2003-2004 | 1ste nationale   | 5e plaats |
| 2004-2005 | 1ste nationale   | 5de plaats, finalist Beker van Limburg                                                                            |
| 2005-2006 | 1ste nationale   | 11de plaats, forfait in 1ste nationale                                                                            |
| 2006-2007 | 2de divisie      | 3de plaats |
| 2007-2008 | 2de divisie      | 1ste plaats |
| 2008-2009 | 1ste divisie     | 5de plaats |
| 2009-2010 | 1ste divisie     | 3de plaats |
| 2010-2011 | 1ste divisie     | 6de plaats |
| 2011-2012 | 1ste divisie     | 12de plaats |
| 2012-2013 | 2de divisie      | 2de plaats, promotie naar 1ste divisie                                                                            |
| 2013-2014 | 1ste divisie     | 11de plaats |
| 2014-2015 | 1ste divisie     | 5de plaats |
| 2015-2016 | 1ste divisie     | 3de plaats |
| 2016-2017 | 1ste divisie     | 3de plaats, winnaar Beker van Limburg                                                                             |
| 2017-2018 | 1ste divisie     | 6de plaats |
| 2018-2019 | 1ste divisie     | 2de plaats, promotie naar 1ste nationale, winnaar Beker van Limburg                                               |
| 2019-2020 | 1ste nationale   | playoffs / geannuleerd omwille van corona                                                                         |
| 2020-2021 | 1ste nationale   | competitie geannuleerd omwille van corona                                                                         |
| 2021-2022 | 1ste nationale   | 1ste plaats, promotie naar Nationale 1, winnaar Beker van Limburg                                                 |